# 東部發電廠萬里機組
東部發電廠萬里機組為一座位於臺灣花蓮縣萬榮鄉計畫興建的慣常式水力發電廠，又稱萬里發電廠或萬里水力發電廠。該發電廠之開發計畫由台灣電力公司所推動，前身是台電公司於2001年所推動之「西寶計畫」然而西寶計畫取消後，經台電公司重新規劃，改稱為萬里計畫後繼續推動，預計完工後將由該公司旗下之東部發電廠進行運轉與維護事宜。

## 沿革

### 西寶計畫
西寶計畫為台灣電力公司所推動之大型水力開發案，其中整體計畫可再細分為經花蓮縣光復鄉馬太鞍溪進行越域引水的大馬水力計畫，以及在萬榮鄉萬里溪上游興建調整池一座的西寶水力計畫。整體西寶計畫最初在1986年經濟部水資會（現為水資源局）與台灣電力公司針對全臺各地之溪流進行水利普查時，評估花蓮縣萬榮鄉的萬里溪以及光復鄉馬太鞍溪具有可開發豐富的水力資源，因此開始進行水力發電廠開發評估。
萬里溪以及馬太鞍溪之水力計畫經台電公司內部評估後認為此計畫具有技術可行性與經濟優越性，並命名為西寶計畫，因此1995年再委託中華工程顧問公司進行可行性研究，1998年，台電公司提出西寶計畫具有技術、經濟、環保可行性等多項優勢。
整體計畫為，分別在萬里溪上興建調整池與在馬太鞍溪標高472公尺處興建攔河堰，再將馬太鞍溪所截流之溪水透過長4,760公尺之重力式隧道穿越馬太鞍溪與萬里溪之間的分水嶺與西寶發電廠之頭水隧道末端匯流後一同進入地下廠房內的水輪發電機發電，廠內預計將裝設兩部一大一小的豎軸法蘭西斯式水輪發電機組，機組用水量分別是34CMS以及6CMS，當用電尖峰時兩部機組滿載運轉，離峰時則用小機組運轉發電，總容量74.2MW。發電後尾水再放流回萬里溪中。
西寶水力計畫獲得行政院核定同意後，西寶水力發電計畫進入二階環評，由經濟部舉辦的聽證會。於2001年5月9日在花蓮縣萬榮鄉萬榮國小活動中心舉辦，與會者包括台電公司、民意代表、鄉長、台灣環保聯盟花蓮分會與一般民眾。其中就西寶水力發電計畫可能對環境造成的影響，有花蓮縣議員、環保處處長、臺灣環境聯盟花蓮分會以及當地居民對西寶水力開發計畫提出疑慮，包括：電廠設立是否影響下游河床、河流，河床中溪哥、鱸鰻、魚、蝦等會否消失；山區因設廠地質鬆動，影響到水土保持；會不會影響到原住民的傳統生活方式；會不會影響到目前居民使用的簡易自來水；開闢道路會造成汙染；岩盤脆弱且位於地震帶，邊坡一旦被破壞就會崩塌，崩塌後的淤積衝擊生態；投資效益存疑，花大筆經費卻只有增加一些供電量。台電對此的回應則是：規劃棄渣場、魚道、施工道路的開闢方式。西寶水力發電計畫環境影響評估經過初次初審會會議和第二次初審會會議，並於隔年1月獲得行政院環保署通過環評隨即動工。
然而西寶計畫動工不久，便因為發電廠之地下廠址鑽探時遭逢高溫地熱，加上萬榮鄉當地居民擔心發電廠開發計畫會影響溫泉開發及觀光發展以及馬太鞍溪沿線居民認為興建攔河堰將導致斷流，使得西寶計畫於2005年度及2006年度的開發預算遭立法院刪除。當時的台聯黨立法委員賴幸媛認為，西寶水力發電計劃投資效益極低；花蓮電力已足夠；環評有重大瑕疵、破壞環境、圖利砂石業者，故主張全數刪除該發電計畫預算。並且譴責台電對於立委有所欺瞞，應停止如此的不當遊說。並於自由時報投書。
2009年2月19日，台電公司再次檢送修改過後的西寶水力計畫陳報經濟部並核轉行政院申請西寶水力計畫復工，然而因西寶水力計畫修正後，其原計畫內容已大幅度變更，因此環保署表示，該案須重新辦理環境影響評估作業，台電公司得知後認為若待環評完成後之開發時程已來不及於2010年5月27日的緩辦期限之前辦理完成，因此最終中止了西寶修正計畫以及停辦西寶水力計畫。

### 萬里計畫
西寶計畫取消後，台灣電力公司將先前爭議較大之馬太鞍溪越域引水計畫取消，並改變隧道路線與廠址之布置，得以避開高溫地熱問題後重新提出萬里水力計畫。
該計畫擬萬里溪河床標高398公尺處興建混凝土重力壩一座，壩後形成調整池，發電進水口設於壩後右岸，並透過長6,169公尺之頭水隧道穿越萬里溪河床到達左岸標高210公尺處的發電廠發電，廠房形式為半地下式，廠內預計將裝設兩部一大一小的豎軸法蘭西斯式水輪發電機。其中，大機組之設計流量21CMS，裝置容量38MW。小機組之設計流量6CMS，裝置容量11MW，總裝置容量49MW，年發電量約164.87百萬度。發電後尾水排放入萬里溪中。所發之電力自發電廠內的開關場昇壓至161KV後傳送至“鳳林－花蓮161KV線”。
萬里計畫總用地面積約49.5公頃，其中，河川地約14公頃、林務局林班地約20公頃、原住民保留地約11公頃以及台糖公司之土地約4.5公頃。
重新提出後的萬里計畫，台電公司預定將2018年1月開始動工，計耗時7年工期，暫定於2025年1月完工開始商轉發電。

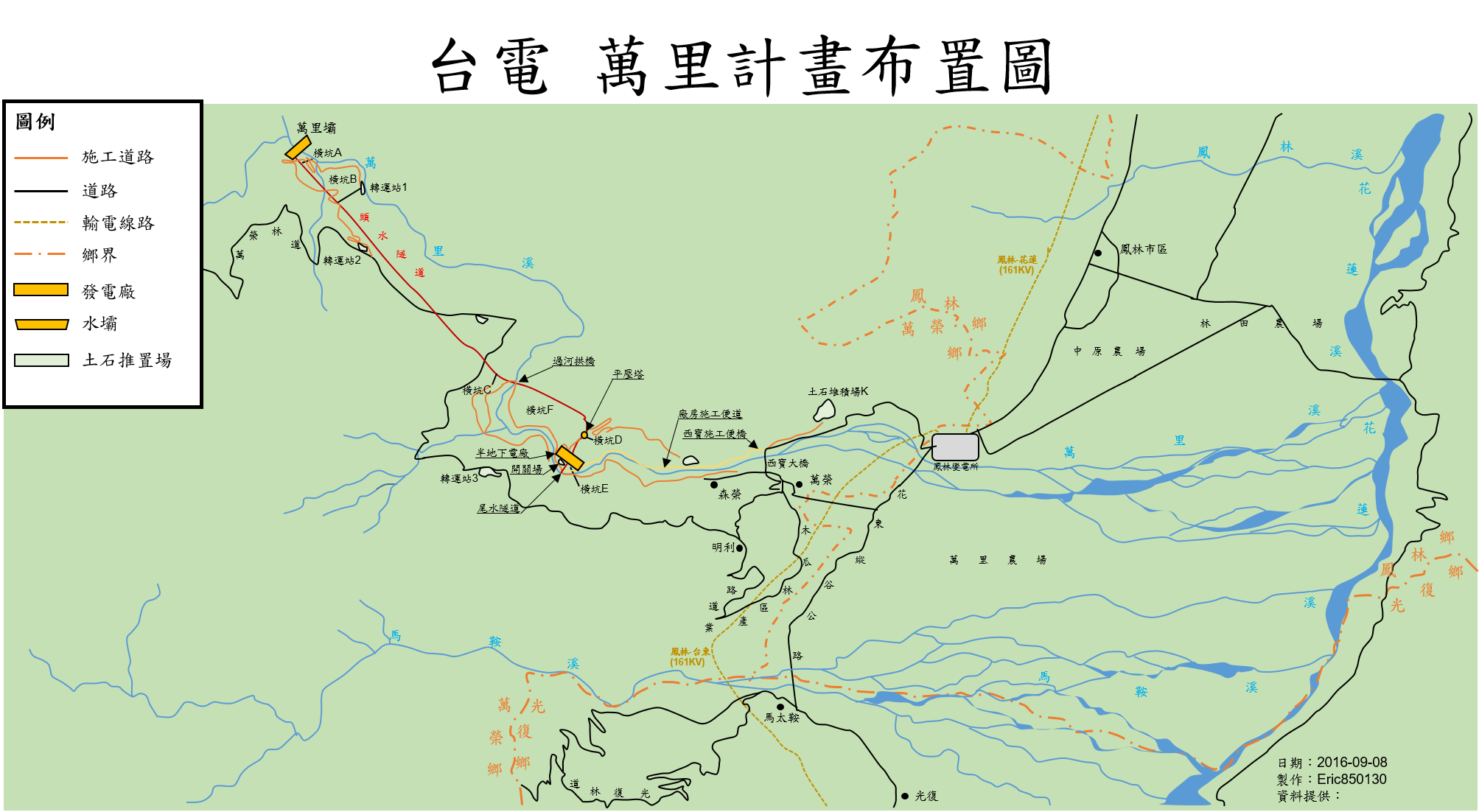
台灣電力公司 萬里計畫配置圖

2010年12月台電公司前往花蓮召開萬里計畫的環評程序公開說明會，並有數百位發電廠所在之萬榮鄉鄉民到場關心。而因萬里計畫是取消馬太鞍溪大馬引水計畫後重新規劃之，使得萬里計畫的主要反對者變成萬里溪下游的居民。
2011年7月29日，台電公司將萬里計畫之開發報告書送交環保署進行環境影響評估，會後，環保署環評決議因評爭議過大，因此萬里計畫須進入第二階環評。2012年7月環保署召開第二階段環境影響評估範疇界定會議，裁定台電公司需針對所開發之區域的地質、生態、灌溉水等議題進行更深入的評估。
2014年5月，台電公司完成第二階段環境影響評估報告，將送交至環保署進行審查。
2016年，台電向經濟部提送「萬里水力發電廠」重啟計畫。
2018年7月台電經取得地方支持，經濟部國營會召開萬里計畫二階段環評現場勘查及公聽會，準備小組入駐花蓮縣鳳林鎮及萬榮林道會勘。
2020年2月22日，萬榮村明利村等總計四個部落舉行諮商取得原住民族同意參與辦法會議:
- 投票結果萬榮村:摩里沙卡部落（Murisaka部落）會議，因參與人數未達部落總戶數之一半以上，摩里沙卡部落會議主席宣布流會。
- 投票結果明利村:明利村大加汗部落會議/馬太鞍部落會議/馬里巴西部落會議，投票人數皆超過各部落總戶數之一半且同意票占多數。
- 以村子來區分:萬榮村（萬里溪下游主要村落）總戶數300餘戶，其中摩里沙卡部落未能順利取得村民支持投票未達半數而流會。
- 明利村（施工期會路過之村落）:總戶數280戶且各明利村各部落行使同意權結果參與人數（含委託書）皆過半且同意票佔多數。

2020年3月7日，萬榮村摩里沙卡部落召開部落會議，針對行使諮商同意權之過程有疑慮及關係部落之認定過程有瑕疵。
2022年1月，摩里沙卡部落提出行政訴訟。
至今，萬里水力發電廠計畫興建與否仍然是未知數。

## 設施

### 發電機組

#### 西寶計畫
| 名稱   | 發電機型號     | 水輪機型號           | 機組數量 | 發電方式 | 有效落差（公尺） | 單一機組用水量（CMS） | 容量（MW） | 位置             | 興建年代  | 狀態   |
| ------ | -------------- | -------------------- | -------- | -------- | ---------------- | --------------------- | ---------- | ---------------- | --------- | ------ |
| 一號機 | 豎軸同步發電機 | 豎軸法蘭西斯式水輪機 | 1        | 調整池式 | 201.9            | 34CMS                 |            | 花蓮縣萬榮鄉西寶 | 2002年1月 | 已取消 |
| 二號機 | 豎軸同步發電機 | 豎軸法蘭西斯式水輪機 | 1        | 調整池式 | 201.9            | 6CMS                  |            | 花蓮縣萬榮鄉西寶 | 2002年1月 | 已取消 |

#### 萬里計畫
| 名稱   | 發電機型號     | 水輪機型號           | 機組數量 | 發電方式 | 有效落差（公尺） | 單一機組用水量（CMS） | 容量（MW） | 位置             | 興建年代 | 狀態   |
| ------ | -------------- | -------------------- | -------- | -------- | ---------------- | --------------------- | ---------- | ---------------- | -------- | ------ |
| 一號機 | 豎軸同步發電機 | 豎軸法蘭西斯式水輪機 | 1        | 調整池式 | 201.9            | 21CMS                 | 38MW       | 花蓮縣萬榮鄉西寶 |          | 計畫中 |
| 二號機 | 豎軸同步發電機 | 豎軸法蘭西斯式水輪機 | 1        | 調整池式 | 201.9            | 6CMS                  | 11MW       | 花蓮縣萬榮鄉西寶 |          | 計畫中 |

## 爭議
自最初台電公司所提出之西寶計畫，直到後續經修正後重新提出的萬里計畫，均引發諸多爭議。

### 經濟效益
從原西寶計畫修正後的萬里計畫，雖裝置容量從74MW降至49MW，年發電量也從原先設計的2億8千萬度縮減為1億6千萬度。整體開發規模縮小許多，然而其開發成本仍相對的高，讓不少反對民眾質疑萬里計畫之經濟效益何在。不過台電公司認為，若以臺灣尖峰時段用電以及政府所推動節能減碳的目標來看，推動萬里計畫仍有其效益存在；並認為經過815大停電後，能減輕東電西送救援負擔與缺電問題。

### 截斷溪水
「反萬里水力發電廠自救聯盟」召集人張國仁表示，萬里溪下游沿岸有4～5,000公頃的稻田均引流萬里溪溪水灌溉，即使該地區之稻田非屬農田水利署花蓮管理處轄區，但也是引用萬里溪溪水灌溉；而萬里溪原先便已有缺水之現象，如未來台電萬里發電廠完工啟用，農田灌溉還要配合發電廠的放水時間，對農民的影響很大。

### 淤積
部分環保團體認為，萬里溪上游有多處大型崩塌地及堰塞湖，加上萬里壩之施工道路萬榮林道如逢颱風侵襲，幾乎都會發生崩塌致使交通中斷，而萬里溪上由長期的崩塌也造成萬里溪輸砂量大，若水壩興建完成，恐怕只要遭逢一次颱風的侵襲，很可能就會造成水壩淤積。

## 資料來源
1. 1 2 3 4  李建中、李至倫. . 財團法人國家政策研究基金會. 2001-07-26  [2016-09-04]. （原始内容存档于2015-07-04） （中文（臺灣））.
2. ↑  〈2001.05.09西寶水力發電計畫環境影響評估報告初稿聽證會會議紀錄〉[C_0007_0012_0007_0001]，收錄於臺灣法實證研究資料庫，法律文件資料庫。
3. ↑  〈2001.10.19西寶水力發電計畫環境影響評估報告書初稿專案小組第二次初審會會議紀錄〉[C_0007_0012_0007_0003]，收錄於臺灣法實證研究資料庫，法律文件資料庫。
4. 1 2 3 4 5 6 7   (PDF). 台灣電力公司.   [2016-09-04]. （原始内容存档 (PDF)于2017-05-16） （中文（臺灣））.
5. 1 2 3 4 5 6  廖士睿. . yam蕃薯藤新聞. 2012-07-22  [2016-09-04] （中文（臺灣））.
6. ↑  〈2005.05.25全數刪除西寶水力發電預算案說明〉[C_0007_0012_0007_0004]，收錄於臺灣法實證研究資料庫，法律文件資料庫。
7. ↑  〈2005.05.27自由時報：西寶生態災難 就看今日〉[C_0007_0012_0007_0005]，收錄於臺灣法實證研究資料庫，法律文件資料庫。
8. 1 2 3 4  . 地球公民基金會. 2014-05-13  [2016-09-04]. （原始内容存档于2020-08-14） （中文（臺灣））.
9. 1 2  張祈. . 中國時報. 2017-08-28. （原始内容存档于2023-09-07）.
10. ↑  花孟璟. . 自由時報. 2018-07-17. （原始内容存档于2023-09-07）.
11. 1 2 3  Aras Sawawan(陳鵬飛)、puljaljuyan(李耀維). . 原視新聞網. 2022-01-27. （原始内容存档于2023-01-27）.
12. 1 2 3 4  林燕如. . 環境資訊中心.   [2016-09-04]. （原始内容存档于2020-08-03） （中文（臺灣））.
13. 1 2  朱淑娟. . 環境資訊中心. 2011-07-30  [2016-09-04]. （原始内容存档于2019-06-29） （中文（臺灣））.

## 外部連結
- （繁體中文）台灣電力公司 東部發電廠簡介